# João da Silva Telo e Meneses
João da Silva Telo e Meneses, 1er comte de Aveiras (vers 1600 — Moçambic, 1651) va ser un noble i militar portuguès. El 1623, va ser nomenat governador de Mazagan. El 1625, va ser a Salvador (Brasil) en la guerra de la Restauració. Nomenat el 1640 com a 25è virrei de l'Índia, on va romandre fins al 1644. Al seu retorn a Portugal, va ser Regedor das Justiças (President dels Jutges). Va arribar a ser re-nomenat virrei de l'Índia el 1651, però va morir a Moçambic, de camí a Goa.
Va ser membre del Consell d'Estat i Guerra del Rei Felip III, i del rei João IV. Va ser Comandant de Arouca a l'orde de Crist, i de Moguelas a l'Ordre de Santiago.